# Ján Čapkovič
Ján Čapkovič (11 de janeiro de 1948) é um ex-futebolista profissional eslovaco que atuava como atacante.

## Carreira
Ján Čapkovič fez parte do elenco da Seleção Tchecoslovaca de Futebol, na Copa de 70. Na época, vinha do título no campeonato tchecoslovaco de 1969-70 com o Slovan Bratislava, pelo qual vencera ao lado do irmão gêmeo Jozef Čapkovič a Recopa Europeia de 1968-69 - a primeira conquista continental de um clube do Leste Europeu e a única de uma equipe da Tchecoslováquia. Ján Čapkovič inclusive marcou gols nas duas semifinais contra o Dunfermline e o terceiro na vitória por 3-2 sobre o favorito Barcelona na decisão.

## Títulos

### Slovan Bratislava
- Recopa Europeia: 1968-69